# Джура (острів)
Острів Джу́ра (шотл. гел. Diùra) (англ. Isle of Jura) — острів в архіпелазі Внутрішні Гебриди, входить до складу адміністративної одиниці Аргілл-і-Б'ют.
Площа Джури — 366,92 км², острів горбистий. Найвища вершина — гора Беінн, 785 м над рівнем моря.
Станом на 2001 р. населення острова становило 188 особи. На острові тільки одне поселення «Крейхаус» (шотл. гел. Taigh na Creige), (англ. Craighouse). На острові немає міст. Пороми перевозять пасажирів на інші острови.

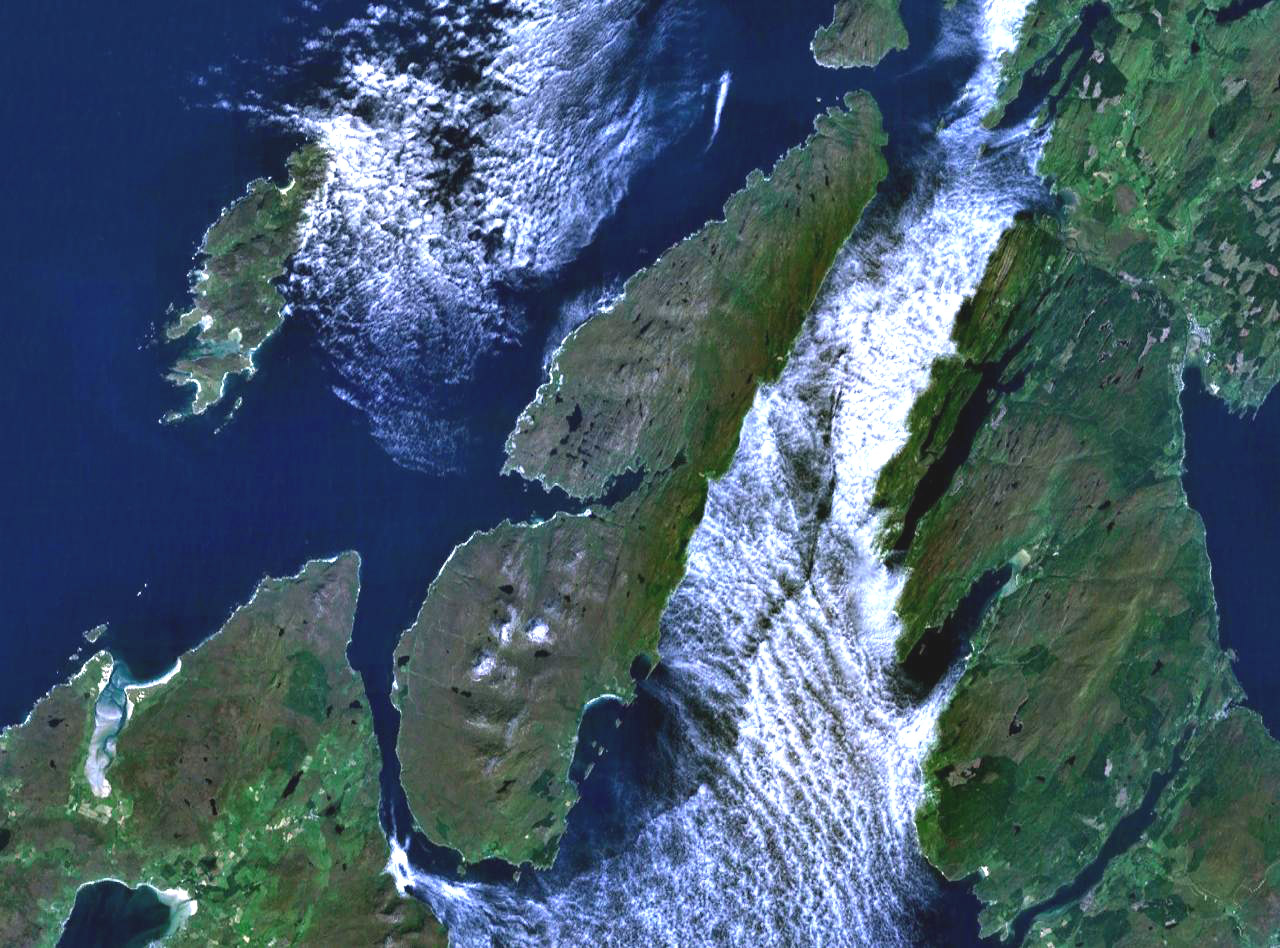
Джура. Знімок із космосу